# Lee (nom de famille)
Pour les articles homonymes, voir Lee.
Cette page présente le nom de famille Lee ainsi que ses variantes.

Pourcentage de noms de famille basés sur le recensement sud-coréen de 2000
Kim, Gim
Lee, I, Yi, Ri, Rhee, Reeh
Park, Bak, Bahk, Pak
Choi, Choe
Jung, Jeong, Chung, Cheong

Lee, I, ou Yi (이) est le deuxième nom de famille le plus courant en Corée, derrière Kim (김). Historiquement, 李 s'écrivait officiellement Ni (니) en Corée. L'orthographe a officiellement changé en I (이) en 1933, lorsque la règle sonore initiale (두음법칙) a été établie. En Corée du Nord, il est romanisé comme Ri (리) car il n'y a pas de distinction entre  /l/ et /r/ dans le coréen moderne. Au recensement sud-coréen de 2015, il y avait 7 306 828 personnes de ce nom dans Corée du Sud soit 14,7 % de la population.

## Orthographe de l'alphabet latin
Bien que l'officiel romanisation révisée pour l'orthographe de ce nom de famille est I, en Corée du Sud, l'Institut national de la langue coréenne (NIKL) a noté en 2001 que les noms de famille à une lettre étaient assez rares en anglais et dans d'autres langues étrangères et pouvaient causer des difficultés lors de voyages à l'étranger. Cependant, le NIKL espère toujours promouvoir la transcription phonétique systématique pour une utilisation dans les passeports, et recommande donc aux personnes portant ce nom de famille de l'épeler Yi dans l'alphabet romain.
Cependant, la majorité des sud-coréens portant ce nom de famille continuent de l'épeler comme Lee, car les conditions de changement de nom de passeport sont strictes. Dans une étude basée sur les données d'application de 2007 pour les passeports sud-coréens, 98,5 % de ceux qui portaient ce nom de famille l'épelaient avec la lettre latine « Lee » dans leurs passeports, tandis que seulement 1 % l'épelaient « Yi ».
Quelques personnes portant ce nom de famille l'ont historiquement orthographié Ye, comme Ye Wanyong (Yi Wanyong en français) de l'Empire coréen. Rhee a également été utilisé, comme Syngman Rhee et Simon Hang-Bock Rhee.

## Clans

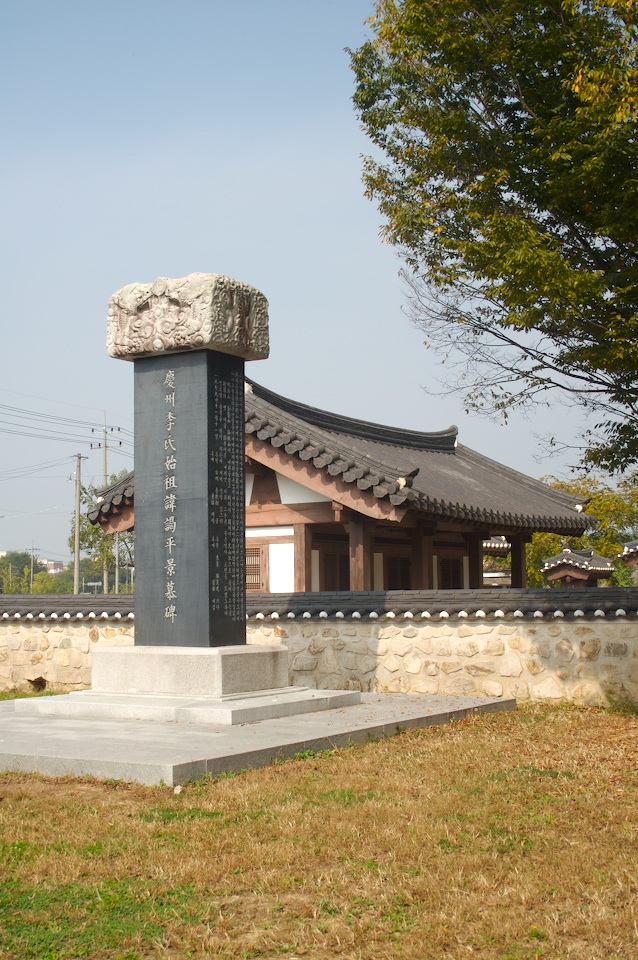
Un mémorial pour le fondateur de clan Yi Gyeongju.

Comme pour tous les noms de famille coréens, les détenteurs du nom de famille Yi sont divisés en clans patrilinéaire, ou lignées, connus en coréen sous le nom de bon-gwan, basé sur leur siège ancestral. La plupart de ces clans font remonter leur lignée à un fondateur particulier et ne sont souvent pas liés les uns aux autres. Ce système était à son apogée sous l'aristocratie yangban de la dynastie Joseon, mais il reste en usage aujourd'hui. Il y a environ 241 clans de ce type prétendus par les sud-coréens. La plupart des gens avec le nom de famille Yi (李) en Corée appartiennent soit au clans de Jeonju ou de Gyeongju. Ainsi, les noms de famille Yi (異) et Yi (伊) sont dans des clans différents.

### Clan Jeonju

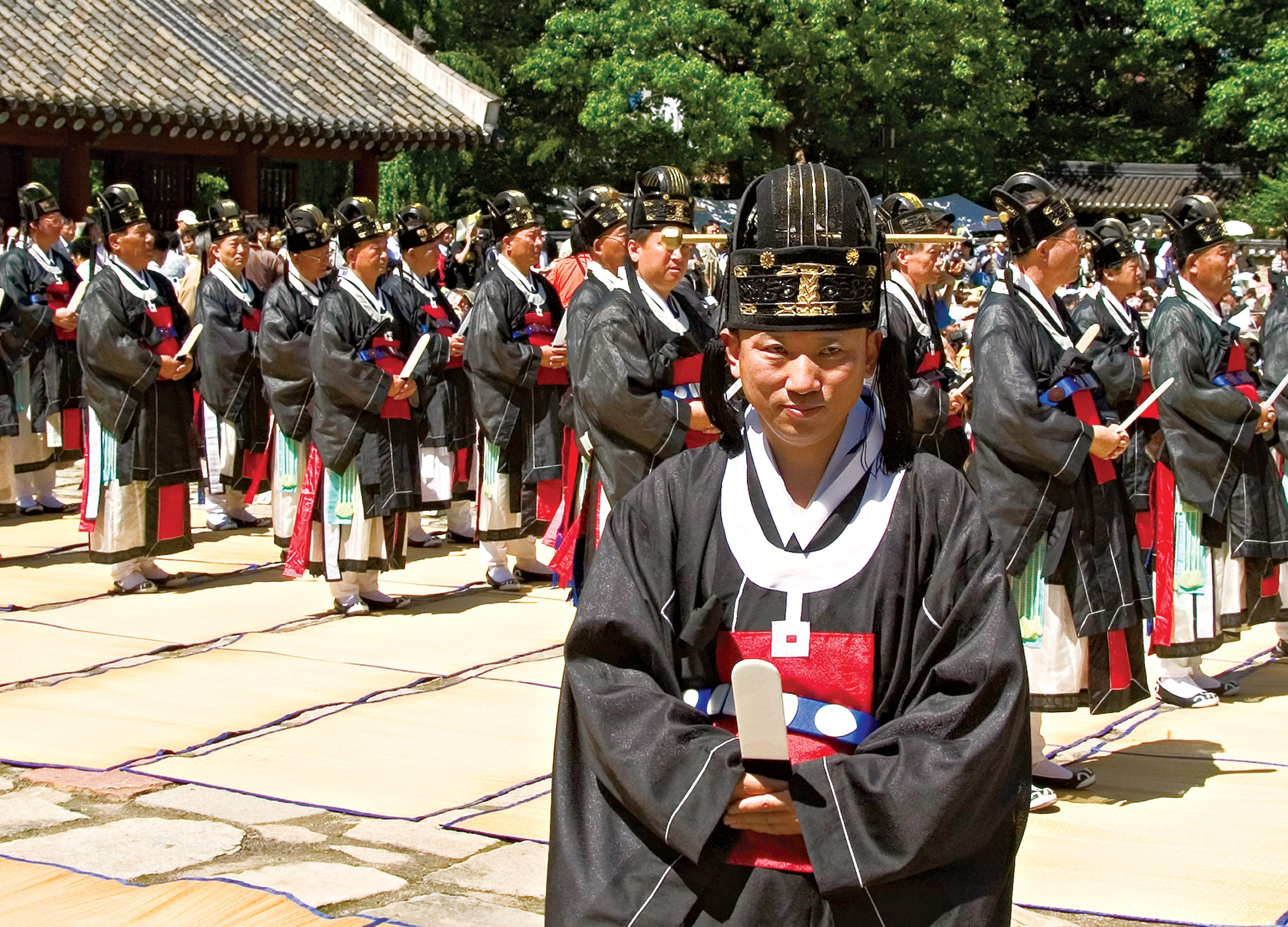
La famille Jeonju Yi accomplit des rites (jongmyo jerye) pour honorer leurs ancêtres lors d'une cérémonie annuelle qui a été déclarée par le gouvernement coréen du Patrimoine Culturel Immatériel.

Le fondateur de ce clan était Yi Han, originaire de Baekje qui plus tard a épousé une princesse de Silla et est devenu un haut fonctionnaire à Silla.[réf. nécessaire] Son descendant de la 22ème génération, Yi Seong-gy a continué à fonder la dynastie Joseon. La dynastie des Yi a mené le pays pendant 518 ans (entre 1392 et 1910) et a authentifié d'innombrable institutions culturelles, artistiques et linguistiques dans les temps modernes en Corée.

Sceau familial du clan Jeonju Yi.

Pendant son règne, la dynastie des Yi a consolidé son règne effectif sur le territoire de la Corée actuelle, a encouragé la consolidation des idéaux et des doctrines confucéennes dans la société coréenne et la culture importée et chinoise, tout en promouvant la culture, le commerce, la science, la littérature classique et la technologie coré.
En 2005, le prétendant au trône de Joseon est Yi Seok. Les membres des différentes branches de Jeonju Yi ont survécu jusqu'à la formation de l'actuelle République de Corée. De nombreuses familles revendiquent l'appartenance à la dynastie des Yi, mais peu descendent réellement de cette lignée. Le premier président sud-coréen, Syngman Rhee, affirme être issu de la lignée.

### Clan Gyeongju

Sceau de la famille du clan Gyeongju Lee.

Le fondateur du clan Gyeongju était Yi Al-pyeong (李謁平), l'un des chefs de village qui a choisi Park Hyeokgeose en tant que premier roi de Silla. Selon le Samguk Sagi, le nom Yi a été officiellement attribué à la famille par le roi Yuri vers 9 apr. J.-C.
Les membres actuels notables de ce clan comprennent: Lee" Faker " Song-hyeok (joueur professionnel de Ligue of Legends pour T1), Lee" Gumayusi " Min-hyeong (joueur professionnel de League of Legends pour T1), Lee Je-no (membre du groupe sud-coréen NCT), Lee Byung-chul (fondateur du Groupe Samsung), Lee Kun-hee (le défunt président de Samsung) et Lee Myung-bak (ancien président de la Corée du Sud).
Le clan Gyeongju Yi, d'après le recensement sud-coréen de 2000, dénombrait plus de 1,4 million de personnes, c'est donc le plus important des clans qui portent le nom de famille Yi.

### Clan Jinwi
Le clan Jinwi Lee est basé sur les anciens noms de Jinwi-gun, l'actuel Gyeonggi-do, Pyeongtaek-si, et Jinwi-myeon. Le clan Jinwi Lee a été engagé dans l'éducation politique de la famille royale et a été le conseiller du roi et le professeur du prince héritier pendant des générations pendant la dynastie Goryeo. Le clan Jinwi est une famille qui a eu six reines au cours de la dynastie Joseon. Lee Bang, qui a été conseiller du roi et professeur du prince héritier au début de la dynastie Goryeo, en était le fondateur.  Les ancêtres de Lee Bang sont des descendants de Lee Geomyeong, l'ancêtre du clan Gyeongju Lee.

### Clan Pyeongchang
Le fondateur du clan Pyeongchang était Yi Gwang, un commandant officiel et militaire pendant la dynastie Joseon. Yi Seung-hun, était la première personne à avoir introduit le catholicisme en Corée, il était membre de ce clan. C'était un clan yangban, qui a été fondé quelque part entre 1580 et 1607.

### Clan Deoksu
Yi Dong-su, un fonctionnaire de la période Goryeo, était le fondateur de ce clan. C'était un important clan yangban pendant la dynastie Joseon, affichant des personnages dont le légendaire amiral Yi Sun-sin et le très influent fonctionnaire et philosophe du gouvernement, Yi I. Le clan est extrêmement fier d'avoir affiché à la fois le plus haut commandant militaire de Corée et sans doute le plus grand érudit. Yi Sun-shin et Yi I sont symbolisés sur l'argent de la Corée du Sud et ont des formes du taekwondo nommé en leur honneur. Le siège du clan, concorde à Deoksu-hyeon, une ancienne provinces de ce qui est maintenant le comté de Kaepung, en Corée du Nord.

### Clan Jinbo
Le clan Jinbo Yi est connu pour son célèbre érudit Joseon, Yi Hwang, qui a fondé l'école Yeongnam et créé une académie confucéenne privée. Il est également devenu l'un des 18 sages de Corée (동방 18현). Les géniteurs de ce clan était Yi Seok de la dynastie Goryeo.

### Clan Yongin
Le créateur du clan Yongin est Yi Gil-gwon, qui a aidé à fonder Goryeo. Yi Il, un général pendant la guerre d'Imjin, faisait partie de ce clan.

### Clan Yeoju
Les membres éminents de ce clan incluent le philosophe Joseon Yi Ik.

### Clan Danyang
Le créateur de ce clan est Yi Bae-hwan. Un membre important de ce clan était Yi Yun-yong, qui a été en 1952, le Premier ministre par intérim de la Corée du Sud.

### Clan Yangsan
Le créateur de ce clan est Yi Man-yeong, qui a servi comme ministre après la chute de la dynastie Goryeo. Il est mort étranglé près d'une montagne isolée.

### Clan Suan
Le fondateur de ce clan est Yi Gyeon-ung, l'un des créateurs de Goryeo.

### Clan Seongju
Le créateur de ce clan était Yi Sun-yu, un important fonctionnaire de l'ancien Silla. Son 12ème descendant, Yi Jang-gyeong, était également un important fonctionnaire de la dynastie Goryeo. Huit générations de descendants de Jang Kyung ont produit 75 qualificatifs pour l'examen civil. Selon le recensement de 2000, 186 188 Coréens du clan Seongju Yi vivaient en Corée du Sud.

### Clan Hongju
Le fondateur du clan Hongju Yi était Yi Yu-seong, un membre du cercle intime du roi à la fin de Goryeo. Le siège ancestral du clan a été accordé lorsque son neuvième descendant, Yi Gi-jong, a reçu un titre. Hongyang / Hongju est situé dans l'actuel district de Hongseong, dans la province du Chungcheong du Sud. Surtout à la fin de Goryeo et au début de la dynastie Joseon, le clan Hongju Yi a affiché beaucoup de personnes influentes, notamment Yi Yeon-su, Yi Seong, Yi Seo, et Yi Jong-jang (en).

### Clan Yeonan
Le Clan des Yeon Yi étaient des aristocrates pendant la dynastie Joseon. Plusieurs membres étaient des conseillers d'État en Chef. Le clan énumérait également un grand nombre d'érudits en chef pendant cette période. Les géniteurs était Yi Mu, qui venait de la dynastie chinoise de Tang.

### Clan Hansan
Il est basé à Hansan-myeon, dans le district de Seocheon, dans la province de Chungcheong du Sud. Il y a deux branches différentes (famille Hojanggong et famille Kwonjigong). Le créateur de ce clan est Yi Yoon-kyung. Un membre du clan était Yi Saek, un érudit confucéen à la fin de Goryeo. Il a fondé une académie qui a éduqué les fondateurs de Joseon. Le clan Hansan Yi a aussi affiché d'importants érudits de la dynastie Joseon tels que Yi San-hae. Les figures modernes appartenant au clan Hansan Yi incluent Yi Sang-jae, un militant indépendantiste pendant l'occupation japonaise.